# Shota Aoki
Shota Aoki (青木 翔大 Aoki Shōta?, Atsugi, Kanagawa, 11 de agosto de 1990) es un futbolista japonés que juega como delantero en el Thespa Gunma.

## Trayectoria

### Clubes
| Club                        | País  | Año       |
| --------------------------- | ----- | --------- |
| Yokohama FC                 | Japón | 2013-2015 |
| AC Nagano Parceiro (cedido) | Japón | 2013      |
| FC Ryukyu (cedido)          | Japón | 2014      |
| Azul Claro Numazu           | Japón | 2016-2018 |
| Thespakusatsu Gunma         | Japón | 2019-2021 |
| Blaublitz Akita             | Japón | 2022-2024 |
| Thespa Gunma                | Japón | 2025-     |